# Orimarga (Orimarga) flaviventris
Orimarga (Orimarga) flaviventris is een tweevleugelige uit de familie steltmuggen (Limoniidae). De soort komt voor in het Australaziatisch gebied.